# 皮埃尔·朗贝尔

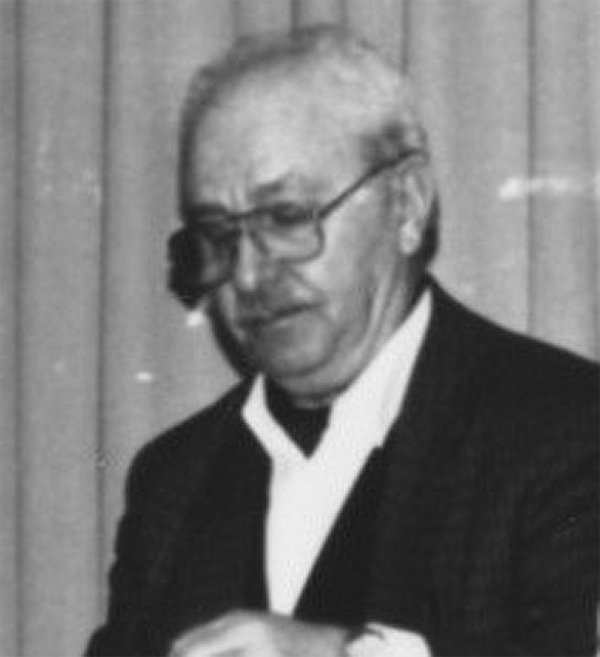
1988年的皮埃尔·朗贝尔

皮埃尔·朗贝尔（法語：Pierre Lambert，法語發音：[pjɛʁ lɑ̃bɛʁ]；1920年6月9日—2008年1月16日），本名皮埃尔·布塞尔（Pierre Boussel，[pjɛʁ busɛl]）是一个法国托洛茨基主义者，曾长期担任法国托派政党国际主义共产主义组织的领袖。他的追随者被称作“朗贝尔派”。
他出生在巴黎的一个俄罗斯裔犹太人移民家庭。二战前朗贝尔就作为法国国际主义工人党的成员开始他的政治活动。战后，他作为第四国际统一的法国支部国际主义共产党的党员继续活动。
在党内朗贝尔是知名的工会领袖。当第四国际书记米歇尔·帕布洛开始鼓吹“打入主义”时，朗贝尔反对前者，并支持法国国际主义共产党领袖马塞尔·布莱特鲁在党内反对帕布洛的斗争。
然而，朗贝尔和布莱特鲁之前的分歧迫使后者离开法国国际主义共产党。此时，也就是1952年，围绕打入主义和帕布洛宣传的“数百年的畸形的工人国家的相关视角”，法国国际主义共产党分裂为两个互相敌视的派系。
作为法国国际主义共产党的领袖，朗贝尔于1954年与美国社会主义工人党和其他反对帕布洛的政党结盟。朗贝尔领导法国国际主义共产党加入这些反帕布洛派，最终建立了新的国际组织，第四国际国际委员会。这一国际维持了近十年，直到美国社会主义工人党和它的支持者重新与已经边缘化帕布洛的第四国际书记处统一为止。
1963年，朗贝尔与格里·希利领导的英国社会主义劳工联盟结盟，继续维持第四国际国际委员会的运作。此时，国际委员会已大幅萎缩，成员包括社会主义劳工联盟、朗贝尔领导的国际主义共产主义组织，以及一些欧洲和拉美的小组织。其中最引人注目的是由吉列尔莫·洛拉领导的玻利维亚革命工人党和豪尔赫·阿尔塔米拉领导的阿根廷工人政策。1966年国际委员会召开代表大会时，法国国际主义共产主义组织和英国社会主义劳工联盟的分歧日益扩大。1971年，法国国际主义共产主义组织退出国际委员会，并于1973年组建争取重建第四国际组织委员会，1974年提议与第四国际进行讨论。这一立场得到美国社会主义工人党的支持，但1979年爆发的尼加拉瓜革命最终使朗贝尔派和莫雷诺派结盟，组建争取重建第四国际对等委员会。然而委员会最终失败了，朗贝尔派随后组建了自己的国际组织——第四国际—重建国际中心。1993年，该国际改称“第四国际”，为区分于其他也以“第四国际”为名的托派国际组织，该组织通常被称作“第四国际 (重建国际中心)”
1988年法国总统选举时，朗贝尔以他的本名皮埃尔·布塞尔参选，赢得116823票（合格选票的0.39%）。2008年1月16日，朗贝尔在巴黎去世。